# Vittorio Fiorone
Vittorio Fiorone (Genova, 8 novembre 1861 – Genova, 18 ottobre 1920) è stato un generale italiano, distintosi nel corso della prima guerra mondiale come comandante delle Brigate Salerno e Genova e della 64ª Divisione.

## Biografia
Nacque a Genova l'8 novembre 1861. Arruolatosi nel Regio Esercito iniziò a frequentare molto giovane la Regia Accademia Militare di Modena da dove usci con il grado di sottotenente, assegnato all'arma di cavalleria, nel 1881. Promosso tenente colonnello, nel 1897 prestava servizio nel 6º Reggimento bersaglieri, allora al comando del colonnello Valerio Borgna.
Partecipò alla guerra italo-turca e poco prima della grande guerra fu promosso colonnello. All'atto dell'entrata in guerra del Regno d'Italia, avvenuta il 24 maggio 1915, comandava il 61º Reggimento fanteria della Brigata Sicilia. Promosso colonnello brigadiere, tra il 24 ottobre 1915 e il 2 giugno 1916 fu comandante della Brigata Salerno e, promosso maggior generale, tra il 28 ottobre 1916 e il 25 aprile 1917 fu comandante della Brigata Genova. Divenuto comandante della 64ª Divisione, inquadrata nel XXVII Corpo d'armata del generale Pietro Badoglio. Mantenne il comando fino a dopo la battaglia di Caporetto, nel corso della quale la divisione si sbandò completamente. La sua divisione si trovava nella parte settentrionale dell'altopiano della Bainsizza, sulla sinistra dell'Isonzo, dove vi era il comando divisionale con a disposizione un reggimento della Brigata Belluno e un battaglione della Brigata Taro. Dopo la disfatta venne allontanato dal servizio attivo, e terminò il conflitto decorato con una medaglia d'argento e una di bronzo al valor militare. 
Venne poi reintegrato dal nuovo comandante dell'esercito, generale Armando Diaz. ma ammalatosi gravemente, spirò due anni dopo la fine della guerra, il 18 ottobre 1920.
A Montebelluna gli è stata dedicata una strada.